# سگ‌کشی در ایران توسط شهرداری

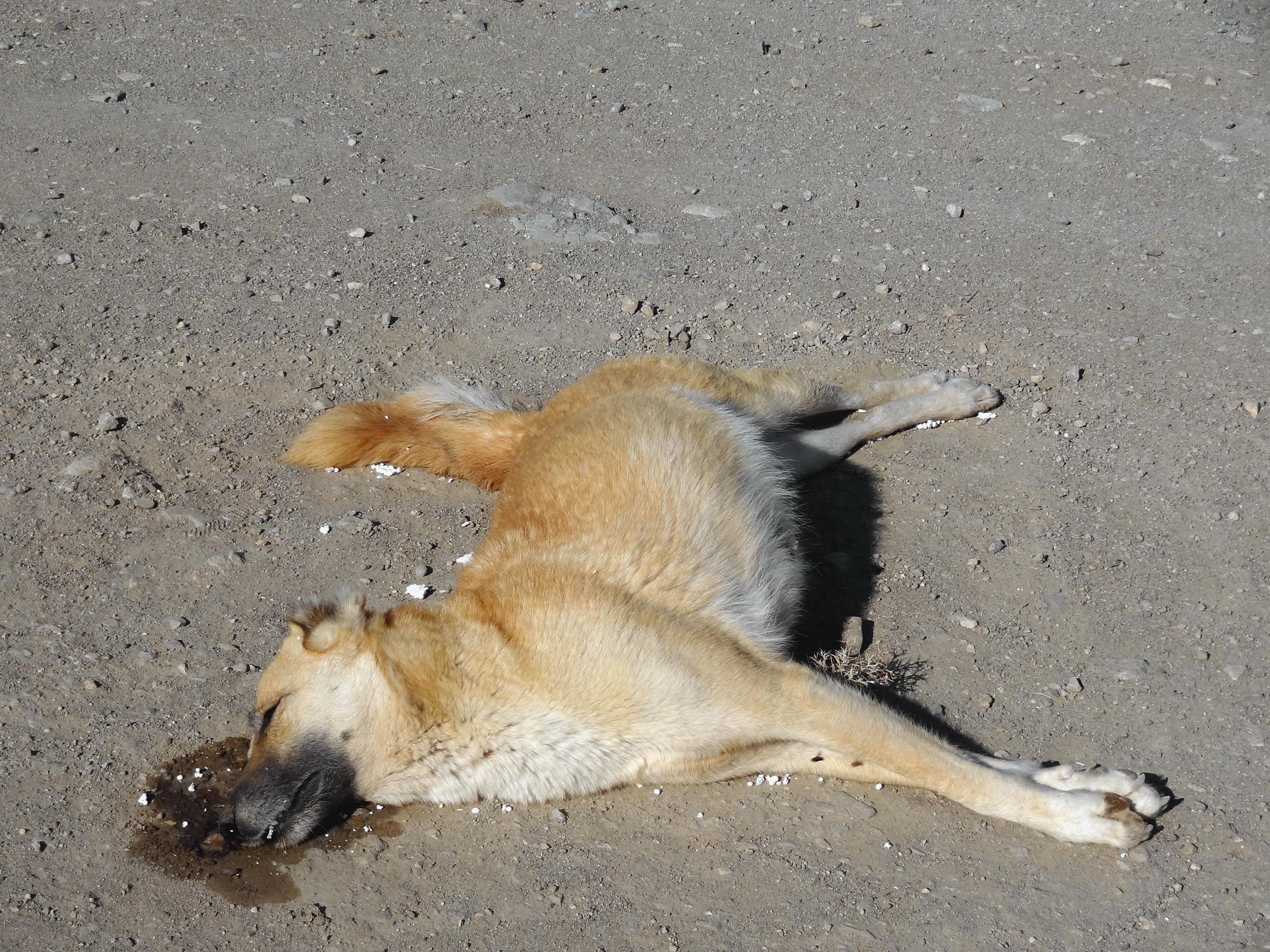
یک سگ کشته شده در منطقه پردیسان کلانهشر قم

سگ‌کشی در ایران توسط شهرداری‌ها نام اقداماتی است که از سوی شهرداری‌های ایران با توجه به بند ۱۵ ماده ۵۵ قانون شهرداری‌ها که کنترل حیوانات ولگرد و بیماری‌زا را بر این نهاد محول می‌کند، در جهت کاهش جمعیت سگ‌های ولگرد صورت می‌گیرد. مطابق اساس‌نامه‌ای که در سال ۱۳۸۷ تهیه و تنظیم شد، این حیوانات پس از زنده‌گیری بایستی در محل‌هایی بدور از محیط شهری گردآوردی شده و پس از بررسی دامپزشک بابت تأیید سلامت حیوان، پس از عقیم سازی، برای اهدای حیوان به متقاضیان و معدوم‌سازی آن دسته از حیوانات که بیمارند، تصمیم‌گیری صورت گیرد. اما علی‌رغم پرداخت بودجه برای جمع‌آوری سگ‌های ولگرد به شهرداری‌ها، گزارش‌های بسیاری از نقص این اساسنامه و اقدام به کشتار سگ‌ها با شلیک مستقیم گلوله، تزریق اسید، دفن سگ‌ها در آهک و روش‌های دیگر معدوم‌سازی از سوی مأمورین شهرداری طی بازه‌های زمانی مختلف، در عموم شهرها و کلان‌شهرهای ایران منتشر شد که واکنش و اعتراضات افکار عمومی و سازمان‌های حمایت از حقوق حیوانات را دربرداشت. مرسوم بوده که شهرداری به هر فردی که سگ ولگردی را به آنها تحویل دهد، به ازای هر قلاده سگ، مبلغی به عنوان دستمزد به تحویل دهنده رائه می‌کند.
شهرداری در این باره می‌گوید که وظیفه کنترل حیوانات ولگرد را برعهده شرکت مدیریت پسماند محول کرده‌است و همین مسئله نیز باعث شده تا برخورد با این حیوانات با شیوه‌های نامناسبی، همراه باشد.
همچنین همواره ابهاماتی در مورد این که آیا کیفیت نگه داری حیوانات در کمپ‌ها مناسب است یا معدوم کردن و عقیم سازی نقص حقوق حیوانات محسوب می‌شود یا خیر وجود داشت. همچنین عدم کاهش جمعیت سگ‌های ولگرد تا سالهای پس از تصویب اساسنامه کنترل جمعیت حیوانات ولگرد، گواهی بر عدم توفیق مدیریت شهری در مواجه با این چالش قلمداد می‌شود.
علت رواج استفاده از سم و شلیک گلوله برای کشتار سگها، دشواری زنده‌گیری حیوان، فقدان ابزارهای لازم برای انجام کار و قیمت بالای داروهای مرگ بدون درد است. تحریم‌های بین‌المللی مسبب اصلی گرانی داروهای فوق قلمداد شد.
سازمان محیط زیست درخصوص عدم دخول به مسئله سگ کشی گفت که این سازمان اختیار قانونی در قبال سگ‌ها و گربه‌های شهری ندارد و تنها مسئول حیوانات نادر حیات وحش است و دلیل اعتراضش به سگ کشی‌های سریالی بابت اعتراضات مردمی بوده و نه اختیارات قانونی.
به بیان یک فعال محیط زیست سالانه در هر کلان‌شهر ایران هزاران قلاده سگ کشته می‌شوند که این مسئله از بابت تعداد سگ‌های کشته شده با جشنواره یولین چین قابل قیاس است.
کمبود بودجه، نبود قانون در حمایت از حیوانات، واگذاری کنترل جمعیت سگ‌ها به سازمان‌های غیر متخصص، تحریم‌های بین‌المللی و استفاده از شیوه‌های ناکارآمد جزو دلایلیست که کنترل جمیعت سگهای ولگرد در ایران را با چالش روبرو نموده‌است.

## قانون در خصوص سگ‌کشی
فقدان قوانین بازدارنده و لازم‌الاجرا جزو دلایلیست که بازدارندگی برابر این نوع از حیوان آزاری را صورت نمی‌دهد. علی‌رغم وجود قوانینی که برای حفاظت از حیوانات حیات وحش در سازمان محیط زیست وضع شده اما برای حیواناتی چون سگ و گربه خلاء قانونی وجود دارد و قانون مستقیمی موجود نیست. ابوذر اسدی قاضی دادگستری در شهرستان کازرون در این خصوص افزود که دستور العمل معدوم سازی سگ‌ها صرفاً برای سگ‌های بیمار است که باید با روشی بدون درد انجام گیرد و سگ‌ها بایستی زنده‌گیری شوند. وی همچنین اظهار کرد که بابت خلاء قانونی با افرادی که در شهرستان‌هایی چون رشت و شیراز اقدام به آزار سگ‌ها کرده‌اند برخوردی مناسب صورت نگرفته‌است. وی در این باره گفت که قانون باید بروزرسانی شود. در این بین رئیس انجمن حمایت از حقوق حیوانات نیز خلاء قانونی برای حفاظت از حیوانات شهری را تأیید کرد. او افزود که تنها قانون در این باره به دهه چهل خورشیدی بر می‌گردد. وی گفت که پیش‌نویسی ۴۸ ماده ای برای قانون حمایت از حیوانات آماده کرده و مجلس ارائه دادند که با مخالفت و بی‌توجهی نمایندگان مواجه شد.

## مواردی از سگ‌کشی

### تهران و کرج
مواردی از کشتار شبانه سگ‌های ولگرد در حومه تهران و کرج طی سال ۱۳۹۲ خورشیدی با استفاده از سلاح گرم شلیک مستقیم گلوله مشاهده شد.
معاون فنی و اجرای سازمان پسماند شهرداری کرج از معدوم شدن ۸۰ درصد سگ‌هایی که جمع‌آوری می‌شود خبر داد. علت این مسئله بیماری سگ‌ها اعلام شد.

در سال ۱۳۹۸ گزارش‌هایی از کشتار این حیوانات با تزریق اسید در شهر تهران توسط مأمورین شهرداری منتشر شد که اخبار پس از چندی به تأیید شورای شهر درآمد.
کشتار سگها به وسیله سیانور در هشتگرد کرج نیز علی‌رغم پرداخت بودجه به شهرداری‌ها برای جمع‌آوری حیوانات در پناهگاه، گزارش شد.

### شیراز
در یکی از شهرک‌های صنعتی شیراز انتشار تزریق اسید به سگ‌های ولگرد از سوی پیمانکار یا مأمور شهرداری منجر به کشته شدن دلخراش چند قلاده سگ شد. مطابق گزارش‌ها پیمانکاران مبلغ ۱۵ هزار تومان بابت هر قلاده دریافت می‌کردند و جسد حیوان پس از کشته شدن سوزانده می‌شد. مسئولان شهرداری مسئله را بر عهده سازمان پسماند گذاشتند و سازمان پسماند نیز ضمن تکذیب دست داشتن در این موضوع مسئله را متوجه مدیران شهرک دانست. در این میان مسئول دفتر شهردار شیراز ضمن قبول مسئولیت گفت: "شهرک صنعتی شیراز تحت نظارت شهرداری شیراز بوده" و وعده پیگیری این مسئله را داد. تجمعی در پارک پردیسان تهران در محکومیت این عمل صورت گرفت. همچنین گزارش‌هایی از اینکه در ازای تحویل جسد هر سگ ولگرد مبلغی به عنوان پاداش به تحویل دهنده جسد پرداخت می‌شده وجود داشت. شهرداری شیراز این مسئله را نپذیرفت.

### اهواز
در اهواز انتشار کلیپ‌هایی از جنازه سگ‌های سوخته که در زیر تلی از لاستیک مدفون شده و به آتش کشیده شده بودند این ظن را ایجاد کرد که شهرداری اهواز اقدام به کشتن و سپس معدوم سازی مخفیانهٔ اجساد آنها کرده. فعالین انجمن حمایت از محیط زیست و حیوانات خوزستان خبر از معدوم سازی چیزی بین ۲۰۰ تا ۳۰۰ قلاده سگ توسط شهرداری در شهر اهواز و اخفای اجساد آنها در بین تلی از زباله‌ها را دادند. آنها اظهار کردند که معدوم سازی هر سگ بین ۲۵ تا ۳۰ هزار تومان برای کسانی که جسد حیوان را تحویل دهد سود دربرداشته. شهردار اهواز در خصوص خبر سگ سوزی گفت که سگ‌های سوزانده شده لاشه بودند و زنده سوزی اتفاق نیافتاده. اما توضیحی راجع به این که منشأ آن لاشه‌ها چیست ارائه نشد و این که حیوانات دقیقاً به چه صورت مرده‌اند در هاله ای از ابهام باقی ماند. محمدرضا قنواتی مدیر مسئول شرکت پسماند شهرداری اهواز اما با رد این عدد اظهار کرد تعداد سگ‌های معدوم شده سه قلاده برشمرد و انتشار دهنده فیلم‌های مذکور را «یک کارمند اخراجی شهرداری» قلمداد کرد. وی همچنین ارتباط شهرداری با این مسئله را نپذیرفت و از شکایت از افسانه عربی‌فرد مسئول انجمن حمایت از محیط زیست و حیوانات خوزستان به دلیل نشر این فیلم خبر داد. مدیرکل محیط زیست شهر اهواز نیز مسئولیت این اقدام را قبول نکرد. انتشار این خبر باعث ایجاد کمپینی تحت عنوان «حامیتم» شد و حمایت‌های چهره‌های مردمی و سلبریتی را به خود جلب نمود. قنواتی مدیرکل پسماند شهر اهواز درین خصوص اظهار کرد که سیصد میلیون تومان اعتبار برای سامان دهی سگ‌های ولگرد تخصیص داده شده اما این مبلغ هزینه نمی‌شود. عربی فرد در این باره فاش کرد که در جلسه شورای شهر از او خواسته شده تا سگهای ماده را پس از جمع‌آوری اتانازی کنند. عربی فرد همچنین اظهار داشت که شخصاً محل سوخته شدن سگ‌ها را دیده و آن را به مسئولان عالی‌رتبه نشان داده‌است. او همچنین قیمت بالای عقیم سازی را عامل اصلی روی آوردن به معدوم سازی این حیوانات قلم داد کرد.

### مشهد
در مشهد با درخواست دهیاری‌ها و شوراهای بخش و روستاهای اطراف شهرستان بابت معدوم کردن سگ‌های ولگرد به بیان مدیرعامل سازمان مدیریت پسماند شهرداری مشهد، با دریافت هزینه سگ‌های ولگرد معدوم و دفن می‌گردد. مبلغ دریافتی به ازای هرسگ در سال ۱۳۹۴ حدوداً ۳۵ هزار تومان اعلام شد. همچنین به مردم بابت دادن هر سگ به شهرداری مبلغی به عنوان پاداش داده می‌شد.
به گفته یک فعال حقوق حیوانات، فقط در مشهد طی چند سال حدود صد هزار سگ توسط متولیان کشته شده.

### یزد
علی‌رغم اینکه در جلسات مدیریت شهری یزد نشست‌هایی برای کنترل جمعیت سگ‌ها و تحویلشان به پناهگاه بحث‌هایی جریان گرفته بود کشتار سگ‌ها در این شهر به واسطه شلیک گلوله خبرساز شد. طی فقط یک ماه بیست سگ کشته و اجسادشان نیز با دفن معدوم شدند.

### رشت
در زمستان سال ۱۳۹۳ شهرداری رشت طی طرحی شبانه با شلیک مستقیم گلوله اقدام به کشتار سگ‌های ولگرد نمود. گزارش‌ها حاکی از این بود که شهرداری رشت دو شب در هفته را به معدوم سازی سگهای ولگرد اختصاص می‌دهد. همه سگ‌ها پس از تیر خوردن درجا کشته نمی‌شدند و بعضاً ساعتها جان دادن حیوان زمان می‌برده‌است.

### تبریز
در تبریز بیست قلاده سگ بابت مصرف گوشت آغشته به سم تلف شدند. انگشت اتهام به سمت سم پاشی از سوی مأموران شهرداری گرفته شد. شهردار منطقه این مسئله را نپذیرفت و از بابت آن ابراز بی اطلاعی کرد.

### همدان
همواره گزارش‌های متعددی از اقدام به سگ‌کشی طی سالیان در همدان و توابع آن منتشر می‌شده‌است. در سال ۱۳۹۷ گزارش شد که در یکی از روستاهای همدان ۳۷ قلاده سگ ولگرد توسط یک دهیار کشته شدند. در سال ۱۳۹۹ تصاویری از جسد سگهایی که توسط شلیک مستقیم گلوله کشته شده بودند منتشر شد. در این خصوص گفته شده که شهرداری همدان با استفاده از نیروهای پیمانکار اقدام به کشتار سگهای آزاد می‌کند.

## اعتراضات
پس از انتشار فیلم‌های سگ کشی در شیراز با اسید، صدها تن از مردم در برابر سازمان حفاظت محیط زیست ایران دست به تجمع زدند و با حمل پلاکاردهایی این اقدام را محکوم کردند. همچنین تجمع‌هایی در شهر شیراز در محکومیت این اقدام صورت گرفت. این تجمعات و اعتراضات واکنش‌های مسئولان وقت را دربرداشت و باعث شد تا نسبت به سگ کشی با شیوه‌های نامتعارف اعلام موضع کنند.

## انتقادات
تأثیر دراز مدت کشتن سگ‌ها در کنترل جمعیت آنها مورد تردید است چرا که روند تولید مثل سگ‌ها در آینده آنها را جایگزین می‌کند. همچنین این مسئله از نظر اخلاقی نیز زیر سؤال بوده‌است. کارشناسان و فعالان حیوانات، حیوان آزاری را مقدمه ای برای انسان آزاری قلم داد می‌کنند. علاوه بر این ساختن پناهگاه برای سگ‌های ولگرد نیز روشی مؤثر قلمداد نشده چرا که هزینه‌های تأمین غذا و بهداشت حیوانات گزاف است و فضای بسیار بزرگی را می‌طلبد.
به بیان فعالان محیط زیست و کارشناسان شهری شیوه «سی ان وی آر» که مخففی است برای "گرفتن، عقیم سازی، واکسینه کردن و رهاسازی" تا امروز کارآمدترین شیوه ای بوده که برای کنترل جمعیت حیوانات صورت گرفته. استفاده از این شیوه در کشورهای اروپایی مرسومیت دارد. فقط در شهر سارایوو با استفاده از این شیوه تعداد سگهای ولگرد از ۱۶ هزار به ۵ هزار قلاده رسید. کارن رید، مدیر بخش جهانی سازمان "داگز تراست" که زمینه کنترل جمعیت سگهای ولگرد فعالیت می‌کند در اینباره بیان کرد که سازمانش درخواستی از ایران برای کمک دریافت کرده اما از آنجایی که شفاف‌سازی‌ها کافی نبوده و ایران مشمول تحریم‌های بین‌المللیست امکان همکاری برایشان فراهم نشده.